# Diana Axelsen
Diana Gordji Axelsen (* 6. April 1966) ist eine dänische Schauspielerin.

## Leben
Diana Axelsen studierte Schauspielkunst bis 1992 an der Kopenhagener Statens Teaterskole. 
Anschließend wirkte Axelsen als Theaterschauspielerin am Königlich Dänisches Theater in Kopenhagen, wo sie unterem 1995 und 1996 in Theaterstücken Holberg und Bilimil auftrat. 
Axelsen hatte Rollen in Fernsehserien wie beispielsweise Strisser på Samsø oder Skjulte spor. Im Film Charlie Butterfly (2002) spielte sie die Rolle der Tess. Im Drama Das Erbe (2003) verkörperte sie die Annika. Im Horror-Thriller What We Become (2015) agierte sie als Maria. 

## Filmografie (Auswahl)
- 1998: Strisser på Samsø (Fernsehserie, eine Folge)
- 1999: Tom Merritt (Kurzfilm)
- 2000: Unit One – Die Spezialisten (Rejseholdet, Fernsehserie, eine Folge)
- 2002: Charlie Butterfly
- 2003: Das Erbe (Arven)
- 2003: Skjulte spor (Fernsehserie, eine Folge)
- 2009: Tick Tick Boom (Kurzfilm)
- 2010: Tro, håb og sex (Kurzfilm)
- 2015: What We Become (Sorgenfri)